# Biblical
Biblical è un brano musicale di Calum Scott, primo singolo estratto dal suo secondo album in studio.

## Composizione
Il brano è stato co-scritto da Scott e James Bay. I due hanno successivamente duettato in una performance acustica del brano.

## Video musicale
Un videoclip musicale diretto da Franklin & Marchetta è stato pubblicato per promuovere il brano.